# مریم آراکلیان
مریم آراکلیان نقاش و نوازنده پیانو ایرانی-ارمنی است. او در سال ۱۳۳۷ هجری قمری در آرماویر زاده شد که در آن زمان از شهرهای روسیه بود. پدرش، گئورک آراکلیان، از بازرگانان ارمنی بود که به تبریز نقل مکان کرد و مریم در این شهر رشد یافت. مریم آراکلیان پیانو را نزد گریگور و اهرامیان آموخت و پس از مدتی با اهرامیان ازدواج کرده و در مدرسهٔ هنرهای زیبا به تدریس نقاشی پرداختند. این دو همچنین گالری نقاشی بزرگی در تبریز برپا کردند که از مهم‌ترین گالری‌های شهر بود. مریم مدیریت دبیرستان دخترانه‍ی میرک در تبریز را برعهده داشت. نقاشی او رئالیستی بود و در حالی که از امپرسیونیسم تبعیت می‌کند، گرایش به نقاشی کلاسیک دارد. وی در سال ۱۳۵۹ شمسی بازنشست شد.